# Lorenc Leskaj
Lorenc Leskaj (* 2. Oktober 1968 in Tirana) ist ein ehemaliger albanischer Fußballspieler.

## Karriere

### Verein
Leskaj begann seine Karriere 1986 beim FK Partizani Tirana. Der Verteidiger spielte dort bis 1991 und war Teil des Teams, das 1987 die albanische Meisterschaft gewann.

### Nationalmannschaft
Leskaj debütierte am 5. September 1990 für die albanische Nationalmannschaft in einem Freundschaftsspiel gegen Griechenland. Sein zweiter und letzter Einsatz erfolgte am 17. November 1990 in einem EM-Qualifikationsspiel gegen Frankreich.

## Privates
Im März 1991, während einer Reise der Nationalmannschaft nach Frankreich für ein EM-Qualifikationsspiel, setzten sich Leskaj und seine Teamkollegen Genc Ibro und Eduard Kaçaçi in der Schweiz ab. Zu dieser Zeit stand Albanien noch unter kommunistischer Herrschaft.